# Список Героев Советского Союза (Сабанов — Самсонов)
В настоящем списке представлены в алфавитном порядке все Герои Советского Союза, чьи фамилии начинаются с буквы «С» (всего 1165 человек, из них 19 удостоены звания дважды). Список содержит даты Указов Президиума Верховного Совета СССР о присвоении звания, информацию о роде войск, должности и воинском звании Героев на дату представления к присвоению звания Героя Советского Союза, годах их жизни.
- Персиковым цветом  в таблице выделены Герои, удостоенные звания дважды и более раз.
- Серым цветом  в таблице выделены Герои, представленные к званию посмертно.

| Навигационная таблица | Навигационная таблица                 |
| --------------------- | ------------------------------------- |
| «С»                   | Сабанов Григорий — Самсонов Владимир  |
| «С»                   | Самсонов Иван — Севрюков Алексей      |
| «С»                   | Севрюков Леонид — Сергиенков Дмитрий  |
| «С»                   | Сергов Алексей — Силантьев Николай    |
| «С»                   | Силин Николай — Скрылёв Алексей       |
| «С»                   | Скрылёв Виктор — Соболевский Анатолий |
| «С»                   | Собянин Гавриил — Сорокин Сергей      |
| «С»                   | Сорокин Фёдор — Степин Кузьма         |
| «С»                   | Степовой Арсентий — Сулин Семён       |
| «С»                   | Султанов Барый — Сябро Николай        |

| № п/п | Фамилия Имя Отчество                                                   | Дата Указа            | Род войск                           | Должность | Звание                                   | Годы жизни              | БС ГС НЛ                        |
| ----- | ---------------------------------------------------------------------- | --------------------- | ----------------------------------- | --- | ---------------------------------------- | ----------------------- | ------------------------------- |
| 1     | Сабанов Григорий Луарсабович осет. Сабанты Григорий Луарсабы фырт      | 01.11.1943            | пехота                              | разведчик 496-й отдельной разведывательной роты 236-й стрелковой дивизии 46-й армии Степного фронта | сержант                                  | 20.04.1910 — 02.04.1968 | [ БС 1 ] [ ГС 1 ] [ НЛ 1 ]      |
| 2     | Сабашников Ананий Васильевич                                           | 22.07.1944            | пехота                              | командир роты 213-го гвардейского стрелкового полка 71-й гвардейской стрелковой дивизии 6-й гвардейской армии 1-го Прибалтийского фронта                                                                                                   | гвардии старший лейтенант                | 05.11.1917 — 29.05.2003 | [ БС 2 ] [ ГС 2 ] [ НЛ 2 ]      |
| 3     | Сабельников Фёдор Сидорович                                            | 26.10.1943            | пехота                              | командир 222-го гвардейского стрелкового полка 72-й гвардейской стрелковой дивизии 7-й гвардейской армии Степного фронта | гвардии майор                            | 09.05.1908 — 17.03.1947 | [ БС 2 ] [ ГС 3 ] [ НЛ 3 ]      |
| 4     | Сабенин Михаил Варнавич                                                | 10.01.1944            | комиссар                            | парторг батальона 465-го стрелкового полка 167-й стрелковой дивизии 38-й армии Воронежского фронта | старший лейтенант                        | 18.09.1904 — 05.07.1968 | [ БС 2 ] [ ГС 4 ] [ НЛ 4 ]      |
| 5     | Сабиров Файздрахман Ахмедзянович тат. Сабиров Фәйзерахман Әхмәтҗан улы | 19.04.1945            | пехота                              | командир батальона 771-го стрелкового полка 137-й стрелковой дивизии 48-й армии 2-го Белорусского фронта | капитан                                  | 05.09.1919 — 23.03.1990 | [ БС 2 ] [ ГС 5 ] [ НЛ 5 ]      |
| 6     | Сабиров Хафиз Сабирович тат. Сабиров Хафиз Сабир улы                   | 21.03.1940            | пехота                              | командир пулемётного взвода 169-го стрелкового полка 86-й мотострелковой дивизии 7-й армии Северо-Западного фронта | младший лейтенант                        | 1910 — 05.03.1940       | [ БС 2 ] [ ГС 6 ] [ НЛ 6 ]      |
| 7     | Саблин Владимир Филиппович                                             | 22.02.1944            | артиллерия                          | командир миномётного расчёта 956-го стрелкового полка 299-й стрелковой дивизии 53-й армии Степного фронта | сержант                                  | 1902 — 13.12.1943       | [ БС 2 ] [ ГС 7 ] [ НЛ 7 ]      |
| 8     | Саблин Пётр Дмитриевич                                                 | 31.05.1945            | пехота                              | стрелок 267-го гвардейского стрелкового полка 89-й гвардейской стрелковой дивизии 5-й ударной армии 1-го Белорусского фронта | гвардии красноармеец                     | 14.07.1914 — 26.04.1945 | [ БС 2 ] [ ГС 8 ] [ НЛ 8 ]      |
| 9     | Сабуров Александр Николаевич                                           | 18.05.1942            | партизан                            | активный участник партизанской борьбы на Брянщине и Украине, командир партизанского соединения | —                                        | 01.08.1908 — 15.04.1974 | [ БС 3 ] [ ГС 9 ] [ НЛ 9 ]      |
| 10    | Сабуров Георгий Павлович                                               | 27.06.1945            | артиллерия                          | наводчик орудия батареи 45-мм пушек 26-й гвардейской механизированной бригады 7-го гвардейского механизированного корпуса 1-го Украинского фронта                                                                                          | гвардии красноармеец                     | 19.02.1924 — 06.03.1945 | [ БС 4 ] [ ГС 10 ] [ НЛ 10 ]    |
| 11    | Савва Владимир Артёмович укр. Савва Володимир Артемович                | 29.10.1943            | пехота                              | командир батальона 842-го стрелкового полка 240-й стрелковой дивизии 38-й армии Воронежского фронта | капитан                                  | 22.11.1923 — 17.10.1948 | [ БС 4 ] [ ГС 11 ] [ НЛ 11 ]    |
| 12    | Савватеев Аркадий Михайлович                                           | 24.03.1945            | танкист                             | механик-водитель танка 219-й танковой бригады 1-го механизированного корпуса 2-й гвардейской танковой армии 1-го Белорусского фронта | старший сержант                          | 28.11.1919 — 23.05.1987 | [ БС 4 ] [ ГС 12 ] [ НЛ 12 ]    |
| 13    | Савельев Александр Васильевич                                          | 24.03.1945            | комиссар                            | парторг батальона 610-го стрелкового полка 203-й стрелковой дивизии 53-й армии 2-го Украинского фронта | младший лейтенант                        | 28.10.1917 — 12.04.1949 | [ БС 4 ] [ ГС 13 ] [ НЛ 13 ]    |
| 14    | Савельев Александр Фёдорович                                           | 24.03.1945            | пехота                              | командир роты 745-го стрелкового полка 141-й стрелковой дивизии 1-й гвардейской армии 1-го Украинского фронта | лейтенант                                | 15.06.1921 — 09.05.1945 | [ БС 4 ] [ ГС 14 ] [ НЛ 14 ]    |
| 15    | Савельев Афанасий Спиридонович                                         | 06.04.1945            | пехота                              | командир роты 220-го гвардейского стрелкового полка 79-й гвардейской стрелковой дивизии 8-й гвардейской армии 1-го Белорусского фронта | гвардии старший лейтенант                | 28.04.1916 — 27.09.1977 | [ БС 4 ] [ ГС 15 ] [ НЛ 15 ]    |
| 16    | Савельев Валентин Дмитриевич                                           | 10.04.1945            | пехота                              | командир пулемётного отделения 340-го гвардейского стрелкового полка 121-й гвардейской стрелковой дивизии 13-й армии 1-го Украинского фронта                                                                                               | гвардии старший сержант                  | 23.02.1925 — 05.11.1974 | [ БС 4 ] [ ГС 16 ] [ НЛ 16 ]    |
| 17    | Савельев Василий Антонович                                             | 01.05.1943            | авиация                             | командир звена 32-го гвардейского истребительного авиационного полка 210-й истребительной авиационной дивизии 1-го истребительного авиационного корпуса 3-й воздушной армии Калининского фронта                                            | гвардии старший лейтенант                | 29.12.1918 — 13.05.1985 | [ БС 5 ] [ ГС 17 ] [ НЛ 17 ]    |
| 18    | Савельев Василий Львович                                               | 16.05.1944            | танкист                             | командир танка 244-го отдельного танкового полка Отдельной Приморской армии | младший лейтенант                        | 19.01.1911 — 17.01.1986 | [ БС 6 ] [ ГС 18 ] [ НЛ 18 ]    |
| 19    | Савельев Евгений Петрович                                              | 04.02.1944            | авиация                             | заместитель командира эскадрильи 106-го гвардейского истребительного авиационного полка 11-й гвардейской истребительной авиационной дивизии 1-го гвардейского смешанного авиационного корпуса 17-й воздушной армии 3-го Украинского фронта | гвардии старший лейтенант                | 22.07.1918 — 14.06.2004 | [ БС 6 ] [ ГС 19 ] [ НЛ 19 ]    |
| 20    | Савельев Иван Антонович                                                | 31.05.1945            | пехота                              | командир отделения 155-го гвардейского стрелкового полка 52-й гвардейской стрелковой дивизии 3-й ударной армии 1-го Белорусского фронта | гвардии младший сержант                  | 01.01.1924 — 26.03.1945 | [ БС 6 ] [ ГС 20 ] [ НЛ 20 ]    |
| 21    | Савельев Константин Александрович                                      | 10.04.1945            | танкист                             | командир орудия танка Т-34 28-го танкового полка 16-й гвардейской механизированной бригады 6-го гвардейского механизированного корпуса 4-й танковой армии 1-го Украинского фронта                                                          | старший сержант                          | 30.05.1924 — 31.01.1945 | [ БС 6 ] [ ГС 21 ] [ НЛ 21 ]    |
| 22    | Савельев Константин Иванович                                           | 08.02.1943            | танкист                             | командир танка КВ-1 133-й танковой бригады 64-й армии Юго-Восточного фронта | младший лейтенант                        | 1918 — 18.03.1943       | [ БС 6 ] [ ГС 22 ] [ НЛ 22 ]    |
| 23    | Савельев Михаил Иванович                                               | 08.09.1945            | генерал                             | командир 5-го гвардейского танкового корпуса 6-й гвардейской танковой армии Забайкальского фронта | гвардии генерал-лейтенант танковых войск | 24.01.1896 — 23.09.1970 | [ БС 6 ] [ ГС 23 ] [ НЛ 23 ]    |
| 24    | Савельев Фёдор Петрович                                                | 24.03.1945            | артиллерия                          | командир батареи 696-го армейского истребительно-противотанкового артиллерийского полка 5-й армии 3-го Белорусского фронта | капитан                                  | 25.12.1918 — 19.11.1970 | [ БС 6 ] [ ГС 24 ] [ НЛ 24 ]    |
| 25    | Савенко Аким Ануфриевич укр. Савенко Яким Онопрійович                  | 10.04.1945            | пехота                              | командир батальона 10-го гвардейского стрелкового полка 6-й гвардейской стрелковой дивизии 13-й армии 1-го Украинского фронта | гвардии майор                            | 06.09.1914 — 27.01.1945 | [ БС 7 ] [ ГС 25 ] [ НЛ 25 ]    |
| 26    | Савенков Николай Константинович                                        | 15.05.1946            | авиация                             | командир звена 511-го отдельного разведывательного авиационного полка 5-й воздушной армии 2-го Украинского фронта | старший лейтенант                        | 15.10.1919 — 02.04.1945 | [ БС 8 ] [ ГС 26 ] [ НЛ 26 ]    |
| 27    | Савин Виктор Степанович                                                | 20.12.1943            | инженер                             | понтонёр 19-го отдельного моторизированного понтонно-мостового батальона Степного фронта | красноармеец                             | 17.11.1921 — 12.12.1965 | [ БС 8 ] [ ГС 27 ] [ НЛ 27 ]    |
| 28    | Савин Николай Семёнович                                                | 13.09.1944            | танкист                             | командир танка ИС-1 8-го гвардейского отдельного танкового полка РГК в составе 3-го танкового корпуса 2-й танковой армии 2-го Украинского фронта                                                                                           | гвардии лейтенант                        | 08.08.1917 — 23.03.1944 | [ БС 8 ] [ ГС 28 ] [ НЛ 28 ]    |
| 29    | Савиных Виктор Петрович                                                | 26.05.1981 20.12.1985 | космонавт                           | бортинженер космического корабля «Союз Т-4» и орбитальной станции «Салют-6» бортинженер космического корабля «Союз Т-13» и орбитальной станции «Салют-7»                                                                                   | —                                        | род. 07.03.1940         | ——                              |
| 30    | Савиных Николай Николаевич                                             | 24.03.1945            | артиллерия                          | наводчик орудия 1325-го лёгкого артиллерийского полка 71-й лёгкой артиллерийской бригады 5-й гвардейской артиллерийской дивизии прорыва РГК в составе войск 2-го Украинского фронта                                                        | ефрейтор                                 | 07.09.1923 — 22.10.1984 | [ БС 8 ] [ ГС 30 ] [ НЛ 29 ]    |
| 31    | Савицкая Светлана Евгеньевна                                           | 27.08.1982 29.07.1984 | космонавт                           | космонавт-исследователь космического корабля «Союз Т-7» и орбитальной станции «Салют-7» бортинженер космического корабля «Союз Т-12» и орбитальной станции «Салют-7»                                                                       | —                                        | род. 08.08.1948         | ——                              |
| 32    | Савицкий Евгений Яковлевич                                             | 11.05.1944 02.06.1945 | генерал                             | командир 3-го истребительного авиационного корпуса 8-й воздушной армии 4-го Украинского фронта командир 3-го истребительного авиационного корпуса 16-й воздушной армии 1-го Белорусского фронта                                            | генерал-майор генерал-лейтенант          | 24.12.1910 — 06.04.1990 | [ БС 10 ] [ ГС 32 ] [ НЛ 30 ]   |
| 33    | Савостин Константин Дмитриевич                                         | 24.03.1945            | кавалерия                           | командир сабельного взвода 35-го гвардейского кавалерийского полка 17-й гвардейской кавалерийской дивизии 2-го гвардейского кавалерийского корпуса 1-го Белорусского фронта                                                                | гвардии лейтенант                        | 12.08.1919 — 03.02.1945 | [ БС 10 ] [ ГС 33 ] [ НЛ 31 ]   |
| 34    | Савостьянов Сергей Иванович                                            | 21.07.1942            | пехота                              | стрелок моторизованного стрелково-пулемётного батальона 22-й танковой бригады Западного фронта | красноармеец                             | 06.10.1907 — 03.09.1987 | [ БС 10 ] [ ГС 34 ] [ НЛ 32 ]   |
| 35    | Савочкин Пётр Сергеевич                                                | 15.01.1944            | пехота                              | командир взвода автоматчиков 1183-го стрелкового полка 356-й стрелковой дивизии 61-й армии Центрального фронта | младший лейтенант                        | 29.11.1905 — 25.05.1951 | [ БС 10 ] [ ГС 35 ] [ НЛ 33 ]   |
| 36    | Савощев Иван Иванович                                                  | 01.07.1944            | авиация                             | штурман 8-го отдельного разведывательного авиационного полка 8-й воздушной армии 4-го Украинского фронта | майор                                    | 01.12.1913 — 28.08.1992 | [ БС 10 ] [ ГС 36 ] [ НЛ 34 ]   |
| 37    | Савушкин Александр Петрович                                            | 02.09.1943            | авиация                             | штурман 11-го гвардейского истребительного авиационного полка 7-го истребительного авиационного корпуса Ленинградской армии ПВО | гвардии капитан                          | 05.02.1918 — 17.05.1943 | [ БС 10 ] [ ГС 37 ] [ НЛ 35 ]   |
| 38    | Савушкин Степан Аверьянович укр. Савушкін Степан Авер`янович           | 08.09.1945            | пехота                              | начальник физической подготовки 101-й стрелковой дивизии 16-й армии 2-го Дальневосточного фронта | старший лейтенант                        | 25.02.1917 — 18.08.1945 | [ БС 10 ] [ ГС 38 ] [ НЛ 36 ]   |
| 39    | Савченко Александр Петрович                                            | 04.02.1944            | авиация                             | командир эскадрильи 127-го истребительного авиационного полка 282-й истребительной авиационной дивизии 6-го смешанного авиационного корпуса 16-й воздушной армии Центрального фронта                                                       | капитан                                  | 15.07.1919 — 08.04.1988 | [ БС 11 ] [ ГС 39 ] [ НЛ 37 ]   |
| 40    | Савченко Владимир Миронович                                            | 21.04.1940            | авиация                             | командир звена 13-го истребительного авиационного полка 61-й истребительной авиационной бригады ВВС Балтийского флота | лейтенант                                | 15.07.1915 — 09.01.1962 | ——                              |
| 41    | Савченко Иван Андреевич укр. Савченко Іван Андрійович                  | 27.02.1945            | кавалерия                           | командир взвода станковых пулемётов 55-го гвардейского кавалерийского полка 15-й гвардейской кавалерийской дивизии 7-го гвардейского кавалерийского корпуса 1-го Белорусского фронта                                                       | гвардии старший лейтенант                | 06.02.1914 — 19.01.1945 | [ БС 12 ] [ ГС 41 ] [ НЛ 38 ]   |
| 42    | Савченко Николай Ильич укр. Савченко Микола Ілліч                      | 28.04.1943            | артиллерия                          | командир орудия 10-го гвардейского отдельного конно-артиллерийского дивизиона 11-й гвардейской кавалерийской дивизии 5-го гвардейского кавалерийского корпуса Северо-Кавказского фронта                                                    | гвардии казак                            | 25.12.1920 — 30.01.1985 | [ БС 12 ] [ ГС 42 ] [ НЛ 39 ]   |
| 43    | Савченко Павел Павлович                                                | 13.03.1944            | авиация                             | командир эскадрильи 110-го авиационного полка 12-й авиационной дивизии 7-го авиационного корпуса Авиации дальнего действия | гвардии майор                            | 15.02.1911 — 16.10.1943 | [ БС 12 ] [ ГС 43 ] [ НЛ 40 ]   |
| 44    | Савченков Александр Николаевич                                         | 03.06.1944            | пехота                              | командир роты 722-го стрелкового полка 206-й стрелковой дивизии 47-й армии Воронежского фронта | старший лейтенант                        | 22.07.1922 — 17.07.1977 | [ БС 12 ] [ ГС 44 ] [ НЛ 41 ]   |
| 45    | Савчук Григорий Петрович укр. Савчук Григорій Петрович                 | 16.10.1943            | пехота                              | командир 288-го стрелкового полка 181-й стрелковой дивизии 13-й армии Центрального фронта | подполковник                             | 24.01.1902 — 20.02.1983 | [ БС 12 ] [ ГС 45 ] [ НЛ 42 ]   |
| 46    | Савчук Степан Варфоломеевич укр. Савчук Степан Варфоломійович          | 27.06.1945            | кавалерия                           | командир сабельного эскадрона 27-го гвардейского кавалерийского полка 7-й гвардейской кавалерийской дивизии 1-го гвардейского кавалерийского корпуса 1-го Украинского фронта                                                               | гвардии старший лейтенант                | 13.08.1915 — 21.08.1985 | [ БС 12 ] [ ГС 46 ] [ НЛ 43 ]   |
| 47    | Сагайдачный Павел Порфирьевич укр. Сагайдачний Павло Порфирович        | 21.02.1945            | артиллерия                          | командир отделения разведки 314-го артиллерийского полка 149-й стрелковой дивизии 3-й гвардейской армии 1-го Украинского фронта | старший сержант                          | 04.08.1922 — 13.05.2009 | [ БС 13 ] [ ГС 47 ] [ НЛ 44 ]   |
| 48    | Сагайдачный Юрий Михайлович                                            | 23.10.1943            | танкист                             | командир танка 398-го танкового батальона 183-й танковой бригады 10-го танкового корпуса 40-й армии Воронежского фронта | лейтенант                                | 23.02.1922 — 02.04.2001 | [ БС 14 ] [ ГС 48 ] [ НЛ 45 ]   |
| 49    | Садаков Павел Сергеевич                                                | 24.03.1945            | артиллерия                          | командир орудия 1264-го стрелкового полка 380-й стрелковой дивизии 50-й армии 2-го Белорусского фронта | старший сержант                          | 24.10.1916 — 21.07.1944 | [ БС 14 ] [ ГС 49 ] [ НЛ 46 ]   |
| 50    | Садовников Николай Фёдорович                                           | 31.10.1988            | авиация                             | лётчик-испытатель ОКБ имени П. О. Сухого | майор                                    | 25.10.1946 — 22.07.1994 | ——                              |
| 51    | Садовой Александр Петрович укр. Садовой Олександр Петрович             | 31.05.1945            | танкист                             | командир 3-го танкового полка 37-й механизированной бригады 1-го механизированного корпуса 2-й гвардейской танковой армии 1-го Белорусского фронта                                                                                         | майор                                    | 03.05.1906 — 03.01.1963 | [ БС 14 ] [ ГС 51 ] [ НЛ 47 ]   |
| 52    | Садовский Иван Максимович укр. Садовський Іван Максимович              | 29.10.1943            | пехота                              | командир роты 836-го стрелкового полка 240-й стрелковой дивизии 38-й армии Воронежского фронта | лейтенант                                | 1912 — 07.10.1944       | [ БС 14 ] [ ГС 52 ] [ НЛ 48 ]   |
| 53    | Садовский Юрий Владимирович укр. Садовський Юрій Володимирович         | 27.06.1945            | артиллерия                          | офицер разведки 530-го армейского истребительно-противотанкового артиллерийского полка 28-й армии 1-го Украинского фронта | капитан                                  | 07.04.1920 — 27.01.2006 | [ БС 14 ] [ ГС 53 ] [ НЛ 49 ]   |
| 54    | Садомсков Павел Степанович                                             | 17.10.1943            | пехота                              | разведчик роты пешей разведки 987-го стрелкового полка 226-й стрелковой дивизии 60-й армии Центрального фронта | красноармеец                             | 04.12.1923 — 24.08.1998 | [ БС 14 ] [ ГС 54 ] [ НЛ 50 ]   |
| 55    | Садриев Самат Салахович тат. Садриев Самат Сәлах улы                   | 03.06.1944            | пехота                              | командир отделения 667-го стрелкового полка 218-й стрелковой дивизии 47-й армии Воронежского фронта | сержант                                  | 15.01.1920 — 20.01.1988 | [ БС 16 ] [ ГС 55 ] [ НЛ 51 ]   |
| 56    | Садчиков Фёдор Ильич                                                   | 23.02.1945            | авиация                             | заместитель командира эскадрильи 826-го штурмового авиационного полка 335-й штурмовой авиационной дивизии 3-й воздушной армии 1-го Прибалтийского фронта                                                                                   | старший лейтенант                        | 20.02.1922 — 26.11.1997 | [ БС 17 ] [ ГС 56 ] [ НЛ 52 ]   |
| 57    | Садыков Ботабай узб. Sodiqov Botaboy                                   | 17.10.1943            | артиллерия                          | командир орудия 167-го гвардейского лёгкого артиллерийского полка 3-й гвардейской лёгкой артиллерийской бригады 1-й гвардейской артиллерийской дивизии РГК в составе 60-й армии Центрального фронта                                        | гвардии старший сержант                  | 23.02.1916 — 18.01.1992 | [ БС 17 ] [ ГС 57 ] [ НЛ 53 ]   |
| 58    | Садыков Самат кирг. Садыков Самат                                      | 31.05.1945            | кавалерия                           | наводчик станкового пулемёта 16-го гвардейского кавалерийского полка 4-й гвардейской кавалерийской дивизии 2-го гвардейского кавалерийского корпуса 1-го Белорусского фронта                                                               | гвардии младший сержант                  | 08.05.1920 — 01.05.1945 | [ БС 17 ] [ ГС 58 ] [ НЛ 54 ]   |
| 59    | Садыхов Юсиф Мадат оглы азерб. Sadıxov Yusif Mədət oğlu                | 31.05.1945            | артиллерия                          | командир орудия артиллерийского дивизиона 19-й гвардейской механизированной бригады 8-го гвардейского механизированного корпуса 1-й гвардейской танковой армии 1-го Белорусского фронта                                                    | гвардии старшина                         | 1918 — 11.06.1971       | [ БС 17 ] [ ГС 59 ] [ НЛ 55 ]   |
| 60    | Саевич Тимофей Александрович бел. Саевіч Цімафей Аляксандравіч         | 23.02.1945            | авиация                             | командир звена 11-го отдельного разведывательного авиационного полка 3-й воздушной армии 1-го Прибалтийского фронта | капитан                                  | 23.02.1919 — 26.11.2003 | [ БС 17 ] [ ГС 60 ] [ НЛ 56 ]   |
| 61    | Саенко Василий Тарасович укр. Саєнко Василь Тарасович                  | 27.06.1945            | танкист                             | командир танка Т-34 55-го гвардейского танкового полка 12-й гвардейской механизированной бригады 5-го гвардейского механизированного корпуса 4-й гвардейской танковой армии 1-го Украинского фронта                                        | гвардии лейтенант                        | 21.01.1920 — 02.07.1988 | [ БС 17 ] [ ГС 61 ] [ НЛ 57 ]   |
| 62    | Саенко Иван Степанович укр. Саєнко Іван Степанович                     | 03.06.1944            | артиллерия                          | командир батареи 143-го гвардейского истребительно-противотанкового артиллерийского полка 1-го гвардейского кавалерийского корпуса 1-го Украинского фронта                                                                                 | гвардии старший лейтенант                | 19.12.1919 — 19.11.1943 | [ БС 17 ] [ ГС 62 ] [ НЛ 58 ]   |
| 63    | Саенко Михаил Андреевич                                                | 10.01.1944            | артиллерия                          | командир батареи 15-го отдельного истребительно-противотанкового дивизиона 180-й стрелковой дивизии 38-й армии Воронежского фронта | старший лейтенант                        | 25.09.1918 — 24.02.1997 | [ БС 18 ] [ ГС 63 ] [ НЛ 59 ]   |
| 64    | Саенко Пётр Родионович                                                 | 24.03.1945            | артиллерия                          | командир 1964-го истребительно-противотанкового артиллерийского полка 43-й отдельной истребительно-противотанковой артиллерийской бригады РГК в составе 33-й армии 3-го Белорусского фронта                                                | подполковник                             | 08.10.1913 — 26.04.1979 | [ БС 19 ] [ ГС 64 ] [ НЛ 60 ]   |
| 65    | Сажинов Виктор Александрович                                           | 10.04.1945            | танкист                             | разведчик роты управления 53-й гвардейской танковой бригады 6-го гвардейского танкового корпуса 3-й гвардейской танковой армии 1-го Украинского фронта                                                                                     | гвардии красноармеец                     | 01.02.1925 — 23.04.1945 | [ БС 19 ] [ ГС 65 ] [ НЛ 61 ]   |
| 66    | Сазонов Афанасий Илларионович                                          | 15.01.1944            | артиллерия                          | наводчик противотанкового ружья 7-го гвардейского истребительно-противотанкового дивизиона 7-го гвардейского кавалерийского корпуса 61-й армии Центрального фронта                                                                         | гвардии старшина                         | 18.07.1915 — 28.01.1987 | [ БС 19 ] [ ГС 66 ] [ НЛ 62 ]   |
| 67    | Сазонов Иван Александрович                                             | 31.05.1945            | пехота                              | командир роты 988-го стрелкового полка 230-й стрелковой дивизии 5-й ударной армии 1-го Белорусского фронта | старший лейтенант                        | 13.11.1916 — 24.11.1992 | [ БС 19 ] [ ГС 67 ] [ НЛ 63 ]   |
| 68    | Сазонов Михаил Петрович                                                | 20.12.1943            | пехота                              | командир роты 267-го гвардейского стрелкового полка 89-й гвардейской стрелковой дивизии 37-й армии Степного фронта | гвардии лейтенант                        | 20.07.1911 — 15.03.1983 | [ БС 19 ] [ ГС 68 ] [ НЛ 64 ]   |
| 69    | Сазонов Николай Архипович                                              | 24.03.1945            | артиллерия                          | командир орудия 712-го истребительно-противотанкового артиллерийского полка 17-й отдельной истребительно-противотанковой артиллерийской бригады РГК в составе 2-й гвардейской армии 1-го Прибалтийского фронта                             | старший сержант                          | 25.07.1911 — 14.10.1987 | [ БС 20 ] [ ГС 69 ] [ НЛ 65 ]   |
| 70    | Сазонов Николай Петрович                                               | 31.05.1945            | артиллерия                          | командир 86-й тяжёлой гаубичной артиллерийской бригады 5-й артиллерийской дивизии 4-го артиллерийского корпуса прорыва РГК в составе 3-й ударной армии 1-го Белорусского фронта                                                            | полковник                                | 27.04.1907 — 05.07.1965 | [ БС 21 ] [ ГС 70 ] [ НЛ 66 ]   |
| 71    | Сазонов Рим Михайлович                                                 | 10.04.1945            | артиллерия                          | командир дивизиона 313-го гвардейского артиллерийского полка 121-й гвардейской стрелковой дивизии 13-й армии 1-го Украинского фронта | гвардии майор                            | 01.12.1917 — 02.06.1988 | [ БС 21 ] [ ГС 71 ] [ НЛ 67 ]   |
| 72    | Саидбеков Амирали тадж. Саидбеков Амирали                              | 29.06.1945            | пехота                              | командир роты 325-го гвардейского стрелкового полка 129-й гвардейской стрелковой дивизии 60-й армии 4-го Украинского фронта | гвардии старший лейтенант                | 15.05.1920 — 08.04.1945 | [ БС 21 ] [ ГС 72 ] [ НЛ 68 ]   |
| 73    | Саитов Габдулхай Саитович баш. Сәйетов Ғабдулхай Сәйет улы             | 31.05.1945            | пехота                              | помощник командира взвода 988-го стрелкового полка 230-й стрелковой дивизии 5-й ударной армии 1-го Белорусского фронта | сержант                                  | 03.04.1924 — 27.07.2000 | [ БС 21 ] [ ГС 73 ] [ НЛ 69 ]   |
| 74    | Сайранов Садык Уильданович тат. Сайранов Садыйк Вилдан улы             | 24.03.1945            | пехота                              | командир взвода 12-го гвардейского стрелкового полка 5-й гвардейской стрелковой дивизии 11-й гвардейской армии 3-го Белорусского фронта | гвардии лейтенант                        | 15.05.1917 — 21.10.1976 | [ БС 21 ] [ ГС 74 ] [ НЛ 70 ]   |
| 75    | Саков Николай Константинович                                           | 10.01.1944            | инженер                             | командир отделения 392-го отдельного сапёрного батальона 232-й стрелковой дивизии 38-й армии Воронежского фронта | красноармеец                             | 01.12.1923 — 04.09.1996 | [ БС 21 ] [ ГС 75 ] [ НЛ 71 ]   |
| 76    | Саламаха Антон Михайлович укр. Саламаха Антон Михайлович               | 19.04.1945            | пехота                              | командир отделения 550-го стрелкового полка 126-й стрелковой дивизии 43-й армии 3-го Белорусского фронта | младший сержант                          | 30.11.1925 — 12.04.1998 | [ БС 22 ] [ ГС 76 ] [ НЛ 72 ]   |
| 77    | Салихов Гатаулла Салихович тат. Салихов Гатаулла Салих улы             | 27.08.1943            | пехота                              | командир отделения 518-го стрелкового полка 129-й стрелковой дивизии 63-й армии Брянского фронта | сержант                                  | 01.01.1924 — 16.02.2012 | [ БС 23 ] [ ГС 77 ] [ НЛ 73 ]   |
| 78    | Салихов Мидхат Абдулович тат. 'Салихов Мидхәт Абдулла улы              | 10.01.1944            | артиллерия                          | командир батареи 676-го артиллерийского полка 332-й стрелковой дивизии 38-й армии Воронежского фронта | лейтенант                                | 19.09.1923 — 30.08.1994 | [ БС 23 ] [ ГС 78 ] [ НЛ 74 ]   |
| 79    | Салихов Эсед Бабастанович лезг. Салихрин Эсед Бабастанан хва           | 04.06.1944            | пехота                              | командир батальона 247-го стрелкового полка 37-й стрелковой дивизии 22-й армии 2-го Прибалтийского фронта | майор                                    | 15.05.1919 — 16.01.1944 | [ БС 23 ] [ ГС 79 ] [ НЛ 75 ]   |
| 80    | Салов Александр Михайлович                                             | 21.03.1940            | авиация                             | воздушный стрелок-радист 50-го скоростного бомбардировочного авиационного полка 18-й скоростной бомбардировочной авиационной бригады 7-й армии Северо-Западного фронта                                                                     | младший командир                         | 07.10.1917 — 18.02.1940 | [ БС 23 ] [ ГС 80 ] [ НЛ 76 ]   |
| 81    | Салов Михаил Владимирович                                              | 22.02.1943            | авиация                             | командир звена 65-го штурмового авиационного полка 103-й смешанной авиационной дивизии Карельского фронта | лейтенант                                | 21.12.1918 — 21.11.1941 | [ БС 23 ] [ ГС 81 ] [ НЛ 77 ]   |
| 82    | Саломатин Владимир Ильич                                               | 22.02.1943            | авиация                             | командир звена 65-го штурмового авиационного полка 103-й смешанной авиационной дивизии Карельского фронта | лейтенант                                | 27.06.1918 — 12.02.1991 | [ БС 23 ] [ ГС 82 ] [ НЛ 78 ]   |
| 83    | Саломатин Михаил Иванович                                              | 29.06.1945            | авиация                             | командир звена 683-го штурмового авиационного полка 335-й штурмовой авиационной дивизии 3-й воздушной армии Ленинградского фронта | лейтенант                                | 03.10.1920 — 03.01.1990 | [ БС 23 ] [ ГС 83 ] [ НЛ 79 ]   |
| 84    | Салтыков Иван Павлович                                                 | 15.01.1944            | комиссар                            | комсорг 37-го гвардейского стрелкового полка 12-й гвардейской стрелковой дивизии 61-й армии Центрального фронта | гвардии старший лейтенант                | 18.11.1917 — 06.08.1980 | [ БС 23 ] [ ГС 84 ] [ НЛ 80 ]   |
| 85    | Сальников Алексей Степанович                                           | 15.05.1946            | артиллерия                          | командир орудия 674-го стрелкового полка 150-й стрелковой дивизии 3-й ударной армии 1-го Белорусского фронта | старший сержант                          | 17.03.1921 — 11.05.1985 | [ БС 24 ] [ ГС 85 ] [ НЛ 81 ]   |
| 86    | Сальников Михаил Степанович                                            | 24.03.1945            | танкист                             | механик-водитель танка Т-34 152-й отдельной танковой бригады 21-й армии Ленинградского фронта | старшина                                 | 21.11.1919 — 12.04.1978 | [ БС 25 ] [ ГС 86 ] [ НЛ 82 ]   |
| 87    | Самарин Михаил Андреевич                                               | 29.10.1943            | пехота                              | командир батальона 983-го стрелкового полка 253-й стрелковой дивизии 40-й армии Воронежского фронта | капитан                                  | 03.11.1914 — 10.10.1943 | [ БС 25 ] [ ГС 87 ] [ НЛ 83 ]   |
| 88    | Самаркин Иван Фёдорович                                                | 15.01.1944            | пехота                              | командир 1185-го стрелкового полка 356-й стрелковой дивизии 61-й армии Центрального фронта | полковник                                | 11.07.1902 — 30.11.1968 | [ БС 25 ] [ ГС 88 ] [ НЛ 84 ]   |
| 89    | Самароков Николай Николаевич                                           | 26.10.1944            | авиация                             | заместитель командира эскадрильи 70-го гвардейского штурмового авиационного полка 3-й гвардейской штурмовой авиационной дивизии 1-го смешанного авиационного корпуса 16-й воздушной армии 1-го Белорусского фронта                         | гвардии старший лейтенант                | 05.05.1912 — 15.01.1974 | [ БС 25 ] [ ГС 89 ] [ НЛ 85 ]   |
| 90    | Самбук Иван Елисеевич бел. Самбук Іван Елісеевіч                       | 16.10.1943            | артиллерия                          | командир огневого взвода 34-го гвардейского артиллерийского полка 6-й гвардейской стрелковой дивизии 13-й армии Центрального фронта | гвардии старший сержант                  | 28.07.1919 — 28.05.1979 | [ БС 25 ] [ ГС 90 ] [ НЛ 86 ]   |
| 91    | Самбуров Иван Михайлович                                               | 20.12.1943            | инженер                             | водолаз 7-го отдельного моторизированного понтонно-мостового батальона инженерных войск Степного фронта | красноармеец                             | 1905 — 05.10.1943       | [ БС 26 ] [ ГС 91 ] [ НЛ 87 ]   |
| 92    | Самков Сергей Александрович                                            | 29.06.1945            | пехота                              | командир батальона 412-го стрелкового полка 1-й стрелковой дивизии 70-й армии 2-го Белорусского фронта | майор                                    | 02.10.1917 — 23.07.1981 | [ БС 27 ] [ ГС 92 ] [ НЛ 88 ]   |
| 93    | Самоваров Василий Иванович                                             | 24.03.1945            | танкист                             | командир танковой роты 3-й танковой бригады 23-го танкового корпуса 2-го Украинского фронта | старший лейтенант                        | 08.04.1922 — 15.08.1974 | [ БС 27 ] [ ГС 93 ] [ НЛ 89 ]   |
| 94    | Самодеев Иван Андреевич                                                | 24.03.1945            | Авточасти и шофёры всех родов войск | водитель бронемашины разведывательной роты 9-й гвардейской механизированной бригады 3-го гвардейского механизированного корпуса 1-го Прибалтийского фронта                                                                                 | гвардии сержант                          | 15.04.1922 — 07.07.2001 | [ БС 27 ] [ ГС 94 ] [ НЛ 90 ]   |
| 95    | Самоделкин Виктор Михайлович                                           | 15.05.1946            | авиация                             | командир эскадрильи 130-го гвардейского штурмового авиационного полка 7-й гвардейской штурмовой авиационной дивизии 3-го гвардейского штурмового авиационного корпуса 5-й воздушной армии 2-го Украинского фронта                          | гвардии капитан                          | 29.08.1921 — 26.05.1999 | [ БС 27 ] [ ГС 95 ] [ НЛ 91 ]   |
| 96    | Самойлов Александр Васильевич                                          | 15.05.1946            | пехота                              | стрелок 1142-го стрелкового полка 340-й стрелковой дивизии 1-й гвардейской армией 4-го Украинского фронта | красноармеец                             | 14.07.1908 — 01.05.2002 | [ БС 27 ] [ ГС 96 ] [ НЛ 92 ]   |
| 97    | Самойлов Дмитрий Александрович                                         | 13.11.1951            | авиация                             | старший лётчик 523-го истребительного авиационного полка 303-й истребительной авиационной дивизии 64-го истребительного авиационного корпуса                                                                                               | старший лейтенант                        | 31.12.1922 — 15.08.2012 | ——                              |
| 98    | Самойлов Иван Арсеньевич                                               | 11.04.1940            | связисты                            | старший радиотелеграфист 95-го отдельного танкового батальона 20-й тяжёлой танковой бригады 7-й армии Северо-Западного фронта | младший командир                         | 25.10.1917 — 11.01.1943 | ——                              |
| 99    | Самойлов Иван Михайлович                                               | 21.03.1940            | пехота                              | командир роты 255-го стрелкового полка 123-й стрелковой дивизии 7-й армии Северо-Западного фронта | лейтенант                                | 1912 — 11.02.1940       | [ БС 27 ] [ ГС 99 ] [ НЛ 93 ]   |
| 100   | Самойлович Григорий Фёдорович                                          | 10.01.1944            | инженер                             | командир 180-го отдельного сапёрного батальона 167-й стрелковой дивизии 38-й армии 1-го Украинского фронта | капитан                                  | 23.11.1914 — 20.08.2002 | [ БС 28 ] [ ГС 100 ] [ НЛ 94 ]  |
| 101   | Самородов Николай Евстигнеевич                                         | 10.04.1945            | пехота                              | командир роты 359-го стрелкового полка 50-й стрелковой дивизии 52-й армии 1-го Украинского фронта | старший лейтенант                        | 25.05.1913 — 28.06.1962 | [ БС 28 ] [ ГС 101 ] [ НЛ 95 ]  |
| 102   | Самородов Сергей Артемьевич                                            | 15.01.1944            | инженер                             | сапёр 321-го армейского инженерного батальона 65-й армии Центрального фронта | красноармеец                             | 08.08.1912 — 23.07.1955 | [ БС 28 ] [ ГС 102 ] [ НЛ 96 ]  |
| 103   | Самофалов Александр Егорович                                           | 31.05.1945            | морской флот                        | моторист 1-го отдельного отряда полуглиссеров 1-й бригады речных кораблей Днепровской военной флотилии | старший краснофлотец                     | 10.12.1926 — 24.04.1945 | [ БС 28 ] [ ГС 103 ] [ НЛ 97 ]  |
| 104   | Самохвалов Александр Николаевич                                        | 25.09.1944            | артиллерия                          | командир батареи 207-го отдельного истребительно-противотанкового дивизиона 348-й стрелковой дивизии 3-й армии 2-го Белорусского фронта | капитан                                  | 26.08.1915 — 18.01.1945 | [ БС 28 ] [ ГС 104 ] [ НЛ 98 ]  |
| 105   | Самохвалов Иосиф Иванович                                              | 26.10.1944            | авиация                             | командир эскадрильи 825-го штурмового авиационного полка 225-й штурмовой авиационной дивизии 15-й воздушной армии 2-го Прибалтийского фронта                                                                                               | гвардии капитан                          | 17.04.1918 — 08.08.1981 | [ БС 28 ] [ ГС 105 ] [ НЛ 99 ]  |
| 106   | Самохвалов Михаил Андреевич                                            | 24.03.1945            | артиллерия                          | командир СУ-76 954-го самоходного артиллерийского полка 5-й армии 3-го Белорусского фронта | лейтенант                                | 13.11.1912 — 17.08.1944 | [ БС 28 ] [ ГС 106 ] [ НЛ 100 ] |
| 107   | Самохвалов Николай Степанович                                          | 28.04.1943            | авиация                             | заместитель командира эскадрильи 126-го истребительного авиационного полка 6-го истребительного авиационного корпуса Московского фронта ПВО                                                                                                | старший лейтенант                        | 20.12.1918 — 14.08.1944 | [ БС 28 ] [ ГС 107 ] [ НЛ 101 ] |
| 108   | Самохвалов Фёдор Николаевич укр. Самохвалов Федір Миколайович          | 27.12.1941            | комиссар                            | комиссар роты средних танков 1-го танкового полка 1-й танковой бригады 21-й армии Юго-Западного фронта | заместитель политрука                    | 21.04.1916 — 22.10.1941 | [ БС 29 ] [ ГС 108 ] [ НЛ 102 ] |
| 109   | Самохин Анатолий Николаевич                                            | 01.11.1943            | артиллерия                          | командующий артиллерией 295-й стрелковой дивизии 2-й гвардейской армии 4-го Украинского фронта | полковник                                | 30.11.1905 — 29.05.1981 | [ БС 30 ] [ ГС 109 ] [ НЛ 103 ] |
| 110   | Самохин Иван Никитович                                                 | 24.03.1945            | артиллерия                          | наводчик орудия 558-го стрелкового полка 159-й стрелковой дивизии 5-й армии 3-го Белорусского фронта | сержант                                  | 10.11.1925 — 20.03.1991 | [ БС 30 ] [ ГС 110 ] [ НЛ 104 ] |
| 111   | Самохин Михаил Иванович                                                | 29.06.1945            | генерал                             | командующий ВВС Балтийского флота | генерал-полковник авиации                | 19.01.1902 — 19.08.1998 | [ БС 30 ] [ ГС 111 ] [ НЛ 105 ] |
| 112   | Самохин Николай Ермолаевич                                             | 02.09.1943            | авиация                             | командир звена 11-го отдельного разведывательного авиационного полка 3-й воздушной армии Калининского фронта | капитан                                  | 01.10.1913 — 27.03.1978 | [ БС 30 ] [ ГС 112 ] [ НЛ 106 ] |
| 113   | Самохин Павел Александрович                                            | 13.09.1944            | пехота                              | командир роты 50-го гвардейского стрелкового полка 15-й гвардейской стрелковой дивизии 37-й армии 3-го Украинского фронта | гвардии лейтенант                        | 24.12.1911 — 15.12.1971 | [ БС 30 ] [ ГС 113 ] [ НЛ 107 ] |
| 114   | Самохин Пётр Филатович                                                 | 15.01.1944            | пехота                              | заместитель по строевой части командира мотострелкового батальона 106-й танковой бригады 12-го танкового корпуса 3-й гвардейской танковой армии Центрального фронта                                                                        | гвардии старший лейтенант                | 22.12.1911 — 29.07.1943 | [ БС 30 ] [ ГС 114 ] [ НЛ 108 ] |
| 115   | Самохин Пётр Яковлевич                                                 | 22.02.1943            | авиация                             | командир звена 65-го штурмового авиационного полка 103-й смешанной авиационной дивизии Карельского фронта | лейтенант                                | 14.09.1920 — 17.12.1941 | [ БС 30 ] [ ГС 115 ] [ НЛ 109 ] |
| 116   | Самочкин Анатолий Васильевич                                           | 27.03.1942            | авиация                             | пилот 289-го ближнебомбардировочного авиационного полка 63-й смешанной авиационной дивизии ВВС 40-й армии Юго-Западного фронта | лейтенант                                | 01.05.1914 — 15.05.1977 | [ БС 31 ] [ ГС 116 ] [ НЛ 110 ] |
| 117   | Самсонов Борис Васильевич                                              | 15.01.1944            | пехота                              | стрелок 218-го гвардейского стрелкового полка 77-й гвардейской стрелковой дивизии 61-й армии Центрального фронта | гвардии красноармеец                     | 03.06.1909 — 21.10.1943 | [ БС 32 ] [ ГС 117 ] [ НЛ 111 ] |
| 118   | Самсонов Владимир Андреевич                                            | 26.04.1940            | пограничник                         | стрелок 4-го пограничного полка Карельского пограничного округа войск НКВД | красноармеец                             | 23.09.1917 — 04.10.1972 | ——                              |
| 119   | Самсонов Владимир Сергеевич                                            | 29.06.1945            | артиллерия                          | командир батареи СУ-152 377-го гвардейского тяжёлого самоходного артиллерийского полка 51-й армии 2-го Прибалтийского фронта | гвардии старший лейтенант                | 23.05.1922 — 23.02.1945 | [ БС 32 ] [ ГС 119 ] [ НЛ 112 ] |

| Навигационная таблица | Навигационная таблица                 |
| --------------------- | ------------------------------------- |
| «С»                   | Сабанов Григорий — Самсонов Владимир  |
| «С»                   | Самсонов Иван — Севрюков Алексей      |
| «С»                   | Севрюков Леонид — Сергиенков Дмитрий  |
| «С»                   | Сергов Алексей — Силантьев Николай    |
| «С»                   | Силин Николай — Скрылёв Алексей       |
| «С»                   | Скрылёв Виктор — Соболевский Анатолий |
| «С»                   | Собянин Гавриил — Сорокин Сергей      |
| «С»                   | Сорокин Фёдор — Степин Кузьма         |
| «С»                   | Степовой Арсентий — Сулин Семён       |
| «С»                   | Султанов Барый — Сябро Николай        |